# Masacre de la Liga Bodo
La masacre de la Liga Bodo  fue una masacre y un crimen de guerra contra militantes y presuntos simpatizantes comunistas, muchos de los cuales eran civiles sin ninguna conexión real con organizaciones comunistas, ocurrido en el verano de 1950, durante la guerra de Corea. Perpetrado por policías y soldados de Corea del Sur y al parecer con el conocimiento del ejército de Estados Unidos, el número de muertos varía ampliamente entre historiadores y expertos, desde los entre 60.000 y 100.000 estimados por Kim Dong-choon hasta los 200.000 estimados por Park Myung-lim. La masacre, ocultada durante más de cuatro décadas por el gobierno de Corea del Sur, fue incluso atribuida falsamente a los propios comunistas. El gobierno surcoreano prohibió a los supervivientes revelar los detalles del suceso, bajo amenaza de señalarlos como simpatizantes comunistas o incluso torturarlos y matarlos. En la década de 1990 se comenzaron varias líneas de investigación con la apertura de fosas comunes y el análisis de cadáveres hallados, lo que ha permitido aumentar el conocimiento público sobre la masacre.

## Contexto
Meses antes de comenzar la guerra de Corea, Syngman Rhee, presidente de Corea del Sur, tenía inscritos a unos 300.000 militantes comunistas y opositores políticos en un movimiento oficial de «reeducación» conocido como la Liga Bodo, bajo el pretexto de que la participación en esta organización los salvaría de la ejecución. La Liga Bodo, aunque auspiciada por el gobierno surcoreano, fue creada por juristas coreanos que habían colaborado con la ocupación japonesa durante la Segunda Guerra Mundial. Para completar las cuotas de alistamiento, numerosas personas no comunistas también fueron obligadas a ingresar en estos programas. En junio de 1949, el gobierno de Corea del Sur acusó a militantes independentistas de ser miembros de la Liga Bodo y en 1950, justo antes del estallido de la guerra de Corea, el presidente surcoreano encarceló a unos 20.000 presuntos comunistas.

## Ejecuciones

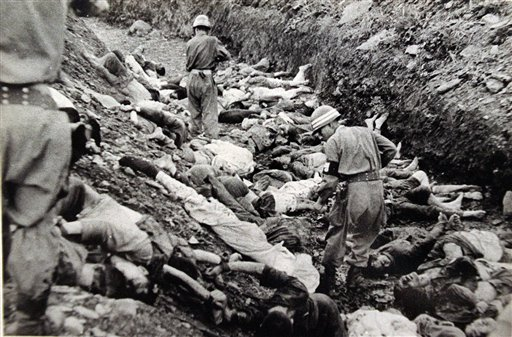
Soldados de Corea del Sur sobre los cuerpos de prisioneros políticos fusilados en una fosa común. La fotografía la tomó un oficial del ejército de Estados Unidos en julio de 1950

Corea del Norte, bajo el liderazgo de Kim Il-sung, atacó Corea del Sur con el Ejército Popular de Corea el 25 de junio de 1950, dando comienzo a la guerra de Corea. Según Kim Mansik, oficial superior de la política militar surcoreana, el presidente surcoreano, Syngman Rhee, ordenó dos días después la ejecución de personas relacionadas con el Partido del Trabajo de Corea del Sur y la Liga Bodo. La primera masacre comenzó el 28 de junio, apenas un día después, en Hoengseong, en la provincia de Gangwon. Durante la retirada de las fuerzas militares surcoreanas y grupos anticomunistas, se ejecutó a presuntos prisioneros comunistas, junto a numerosos miembros de la Liga Bodo, sin juicio. Kim Tal Sun, jefe de la Policía Metropolitana de Seúl, declaró haber ejecutado personalmente a 12 «comunistas o supuestos comunistas» tras el estallido de la guerra. Cuando Seúl fue recuperado a finales de septiembre de 1950, se señaló a 30.000 surcoreanos como colaboracionistas norcoreanos, los cuales fueron fusilados por Corea del Sur. Existe constancia de que al menos un teniente coronel de Estados Unidos aprobó las ejecuciones, al decirle a un coronel surcoreano que tenía permiso para matar a un gran número de prisioneros en Busan ante la llegada de las tropas norcoreanas. Ese verano tuvo lugar en los alrededores de Busan la ejecución de 3400 surcoreanos.
Los documentos oficiales de Estados Unidos demuestran que los oficiales estadounidenses presenciaron y fotografiaron la masacre. En una ocasión un oficial estadounidense autorizó el asesinato de prisioneros políticos para evitar que cayeran en manos norcoreanas. En otro, los documentos estadounidense muestran que John J. Muccio, embajador de Estados Unidos en Corea del Sur, recomendó al presidente surcoreano y a su ministro de Defensa, Shin Sung-mo, que detuvieran las ejecuciones sumarias. Testigos estadounidense sobre el terreno informaron de una escena en donde había sido ejecutada una niña que aparentaba tener entre 12 y 13 años de edad. El general Douglas MacArthur informó a Washington de las masacres, aunque las describió como «un asunto interno». Según otro testigo, a 40 víctimas les rompieron la espalda con las culatas de las armas antes de fusilarlos. Algunas víctimas que vivían en aldeas costeras eran atadas y arrojadas al mar para que muriesen ahogadas; sobre esto, el almirante de Corea del Sur, Nam Sang-hui, confesó que autorizó el lanzamiento de 200 cuerpos al mar porque «no había tiempo para juzgarlos».
También hubo testigos británicos y australianos. Reino Unido planteó el problema de las matanzas a Estados Unidos por vía diplomática, a lo que Dean Rusk respondió que los comandantes estadounidense estaban haciendo todo lo posible «para frenar tales atrocidades». Existen informes de británicos que protegieron y salvaron a algunas víctimas.

## Consecuencias

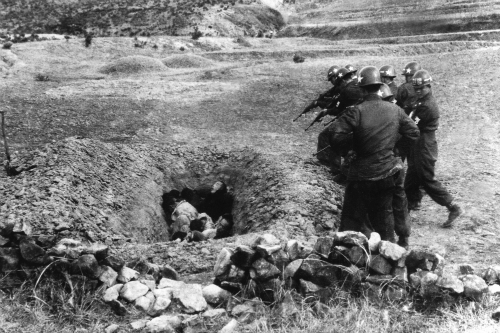
Asesinato de presos políticos por soldados surcoreanos cerca de Daegu en abril de 1951

Después de la ofensiva multinacional respaldada por Naciones Unidas, Corea del Sur recuperó los territorios perdidos y la policía surcoreana y grupos de milicianos se dedicaron a la ejecución de simpatizantes de Corea del Norte. Como consecuencia, se produjeron eventos como la masacre de la cueva de Goyang Geumjeong. En diciembre, las tropas británicas salvaron a miles de civiles de ser fusilados por soldados de Corea del Sur, incluso en el momento en que ya hacían fila para ser ejecutados; los británicos se apoderaron de varios campos de ejecución en las afueras de Seúl con el fin de evitar más masacres. El 4 de enero de 1951, la policía surcoreana asesinó a 139 civiles acusados de colaborar con Corea del Norte en la llamada masacre de Ganghwa. Según un informe surcoreano posterior, tanto Corea del Sur como Estados Unidos ayudaron a organizaciones de derecha, como las Fuerzas de Autodefensa de Ganghwa, con el suministro de equipos militares y pertrechos.

### Comisión de la Verdad
En 2008 se descubrieron fosas que contenían cuerpos de niños en la ciudad surcoreana de Daejeon y otros lugares. La Comisión de la Verdad y la Reconciliación de Corea del Sur de 2005 documentó testimonios de supervivientes que habían participado en las ejecuciones, incluido un guardia de la prisión de Daejeon, Lee Joon-young. Paralelamente a este proceso, los Archivos Nacionales y Administración de Documentos de Estados Unidos publicaron fotografías desclasificadas de zonas de ejecución y fosas comunes tomadas por militares estadounidenses durante las ejecuciones, incluido en lugares como Daejeon, confirmando así que Estados Unidos conocía lo que ocurría.

### Publicaciones
- Kim, Dong Choon (2004). «Forgotten war, forgotten massacres—the Korean War (1950–1953) as licensed mass killings». Journal of Genocide Research (en inglés) 6 (4): 523-544. ISSN 1462-3528. doi:10.1080/1462352042000320592.
- Tirman, John (2011). The Deaths of Others: The Fate of Civilians in America's Wars (en inglés). Reino Unido: Oxford University Press. ISBN 978-0-19-983149-4.